# 니콜라이 보브리코프
니콜라이 이바노비치 보브리코프(러시아어: Никола́й Ива́нович Бо́бриков: 1839년 1월 27일 ~ 1904년 6월 17일)는 러시아의 군인, 정치인이다.
보브리코프는 1858년 러시아 제국 육군에 장교로 임관하여 카잔 군관구에서 근무한 뒤 노브고로드에서 사단 참모장을 지냈다. 1869년 대령이 되었고 1년 뒤 상트페테르부르크로 전속되어 황실친위대에서 특수임무를 맡았다. 이를 통해 황궁 정치에 접근할 수 있었다. 1878년 소장이 되어 별을 달았다.
1898년, 차르 니콜라이 2세는 보브리코프를 핀란드 총독으로 임명한다. 보브리코프는 핀란드 대공국의 자치를 삭감하는 정책의 단호한 지지자였으며, 총독으로 부임한 지 얼마 되지 않아 핀란드 민중들의 극렬한 증오의 대상이 되었다. 1899년, 니콜라이 2세는 핀란드에서 "압제의 세월(핀란드어: sortovuodet)"이라고 불리는 핀란드 동화 정책의 시발점인 〈2월 성명서〉에 서명했다. 이 성명서에서 차르는 러시아 제국의 이해관계에 의해서라면 핀란드의 입법이 무효화될 수 있음을 공식화했다. 50만 핀란드인들은 이를 핀란드 헌법을 무효화시키는 쿠데타로 인식했고, 니콜라이 2세에게 성명서를 철회할 것을 요구하였다. 그러나 차르는 탄원서를 들고 온 대표단을 만나주지도 않았다.
1900년, 보브리코프는 핀란드의 모든 관청 문서들이 러시아어로 쓰여져야 하며 학교들에서 러시아어 교육 비중을 높이라는 명령을 내렸다. 1901년에는 핀란드 육군이 해산되었고, 이로써 총독부에 의해 징병된 핀란드 장정들은 러시아군에 배속되어 러시아 제국 아무 곳으로나 배치될 수 있는 상황이 된다. 육군 해산 이후 첫 소집령인 1902년 소집 당시 소집령에 응한 핀란드 장정은 42%에 불과했다. 1905년, 핀란드인들은 믿을 수 없다는 판단 하에 핀란드의 징병제가 폐지되었다.
1903년, 보브리코프는 차르로부터 핀란드 관리들을 해고하고 신문을 폐간할 수 있는 독재적 권력을 위임받는다. 1904년 6월 16일, 보브리코프는 헬싱키 원로원 건물 2층 계단통에서 핀란드 민족주의 성향을 가진 핀란드 귀족 에우겐 샤우만에게 암살당했다. 샤우만은 보브리코프에게 FN M1900을 세 발 갈기고 스스로에게 두 발을 쏘아 자살했다. 샤우만은 즉사했고 보브리코프는 병원으로 실려갔으나 다음날 죽었다.
보브리코프 저격 사건이 일어난 당일은 제임스 조이스의 《율리시스》의 배경이 되며, 작중 짤막하게 언급되고 넘어간다. 조이스의 마지막 작품 《피네간의 경야》에서도 사건이 암시된다.

## 약력
- 1858년 장교 임관
- 니콜라이 응용과학학교에서 학위 취득
- 카잔 군관구 근무
- 1867년 노브고로드 보병사단 참모부 근무
- 1869년 대령 승진
- 1870년 상트페테르부르크 황실친위대 근무
- 1876년 루마니아 부쿠레슈티 주재 무관 근무
- 러시아-튀르크 전쟁 (1877년-1878년) 참전
- 1878년 소장 승진
- 1880년 혁명분자 진압 특수위원회 근무
- 1884년 중장 승진
- 1884년 상트페테르부르크 친위대 및 군관구 참모장 근무
- 1897년 보병대장 승진
- 1898년 핀란드 대공국 총독 임명
- 1904년 암살

## 사진

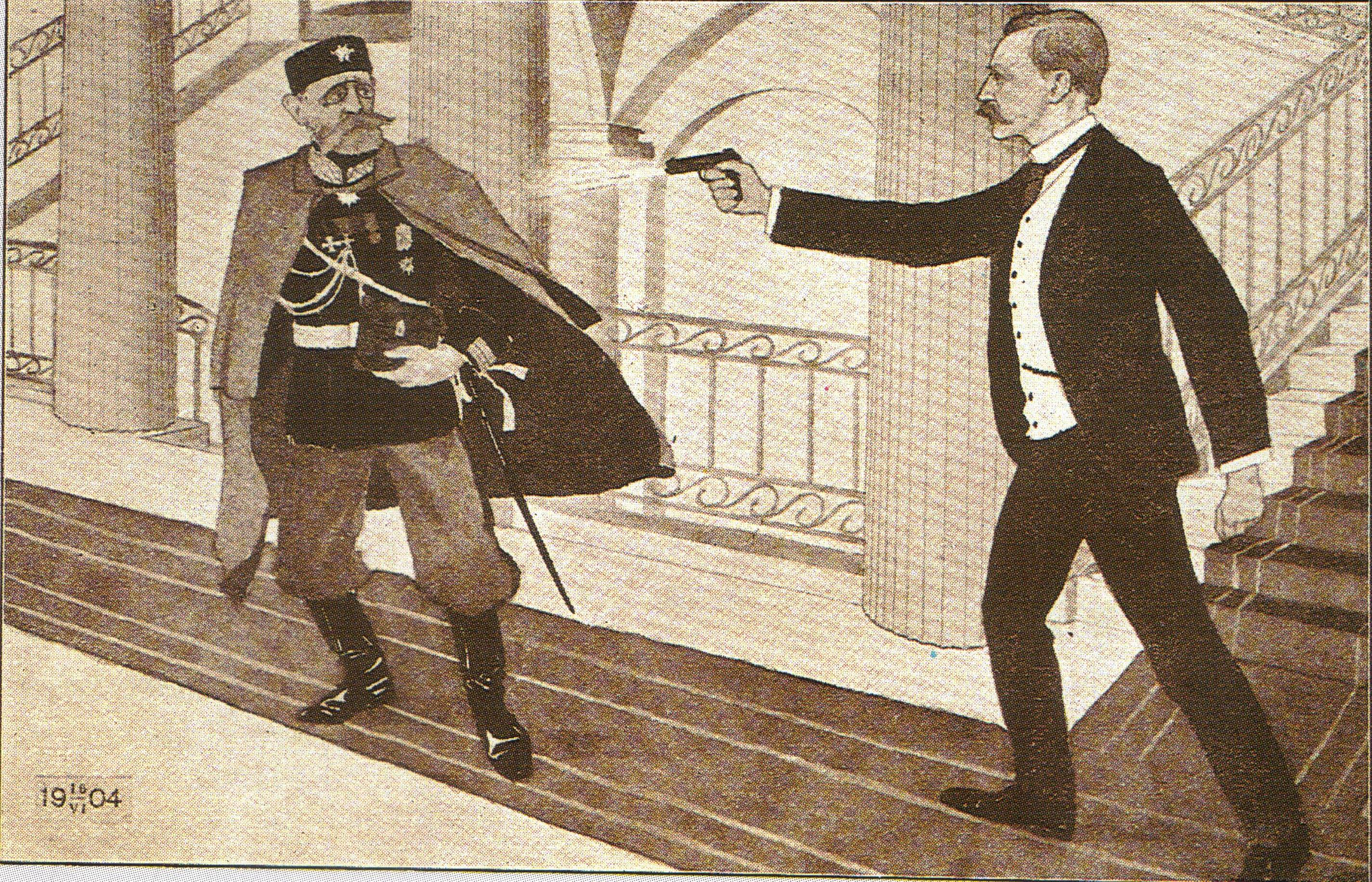
에우겐 샤우만이 니콜라이 보브리코프를 암살하는 모습을 묘사한 삽화